# Омаров, Омар Алиевич
Ома́р Али́евич Ома́ров (26 октября 1938, Урахи — 6 июня 2021, Махачкала) — советский и российский физик, доктор физико-математических наук, профессор. Заслуженный деятель науки Российской Федерации и Республики Дагестан. Академик Российской академии образования. Ректор Дагестанского государственного университета (1992—2007). Депутат Народного Собрания РД.

## Биография
Омар Алиевич Омаров родился 26 октября 1938 года в селе Урахи Сергокалинского района Дагестанской АССР. По национальности — даргинец.
- 1961 год — окончил Дагестанский государственный университет по специальности «Физика»,
- 1967 год — окончил аспирантуру,
- 1970 год — защитил кандидатскую диссертацию «Исследование пробоя газов в сильных магнитных полях»,
- 1984 год — защитил докторскую диссертацию «Электрический пробой газов высокого давления в сильных магнитных полях».

С 1964 года работал в Дагестанском государственном университете. Был аспирантом, доцентом, профессором, заведующим кафедрой, проректором;
С 1991 года по 2007 год работал Ректором Дагестанского государственного университета.

### Научные труды
Научные исследования О. А. Омарова посвящены кругу проблем пробоя газов в сильных магнитных полях. Эти исследования, начатые О. А. Омаровым в Дагестане в 1970-х годах и продолжающиеся в настоящее время, внесли существенный вклад как в построение общей концепции электрического пробоя газов, так и в установление механизмов пробоя в сильных продольных магнитных полях. Они были включены в Координационные планы АН СССР и в комплексную территориально-отраслевую программу интенсификации экономики Дагестана.
Омар Алиевич Омаров занимался научным руководством, под которым был выполнен большой объём исследований по динамике формирования разряда для различных форм его протекания:
- таунсендовский,
- стримерный,
- объемный.

Также, была разработана методика и создана аппаратура для исследования электрических и оптических, в том числе — спектральных, характеристик разряда в процессе пробоя; временное разрешение — до нескольких наносекунд.
В лаборатории О. А. Омарова впервые обнаружен ряд закономерностей, раскрывающих новый плазменный механизм пробоя, установлены другие важные параметры и характеристики этого явления.
.
Основные результаты исследований О. А. Омарова опубликованы в журналах ЖТФ, «Письма в ЖТФ», «Физика плазмы», «Теплофизика высоких температур», «Измерительная техника», «Журнал прикладной спектроскопии», межвузовском сборнике «Физика газового разряда», изданы в виде препринта ФИАН (1997, 1984). О. А. Омаров — автор 120 научных и научно-методических работ, в том числе 10 патентов на изобретения и более 10 учебных пособий.

### Доклады и выступления
Омар Алиевич выступал с докладами на различных международных и всесоюзных конференциях и симпозиумах:
| - Пиза, Италия, 1991; | - Лондон, 1992; |

| - Минск, 1981; - Махачкала, 1982; - Ленинград, 1983; | - Тарту, 1984; - Киев, 1986; - Ташкент, 1987; | - Махачкала, 1988; - Минск, 1991; - Казань, 1992; | - Минск, 1997; - Рязань, 1998 |

При его активном участии и руководстве были подготовлены и проведены на базе физического факультета ДГУ I и IV Всесоюзные конференции по физике газового разряда (Махачкала, 1982 и 1986).
О. А. Омаров также являлся:
- председателем докторского специализированного Совета;
- депутатом Народного Собрания РД, председателем комитета образования и науки;
- академиком Российской академии образования;
- академиком Академии технологических наук Российской Федерации;
- членом-корреспондентом Международной Академии наук высшей школы;
- Соросовским профессором.

### Семья
Дочери: Мадина (род. 1964) — врач, кандидат медицинских наук; Наида (род. 1968) — член-корреспондент РАО, доктор физико-математических наук, профессор. Сыновья: Али и Магомед.